# Mario Vercellino
Mario Vercellino (Asti, 10 febbraio 1879 – Sanremo, 11 luglio 1961) è stato un generale italiano.

## Carriera
Venne nominato sottotenente di artiglieria nel 1898. Trasferito allo Stato Maggiore dopo una formazione alla Scuola di Guerra, partecipò alla campagna di Libia ed alla prima guerra mondiale, come comandante del 1º Reggimento artiglieria da montagna. Dopo aver comandato dal 1929 al 1931 il Servizio Informazioni Militare, ebbe una fiorente carriera: alla guida dell'artiglieria del Corpo d'Armata di Alessandria (1932-1934), della Divisione Superga (1934), della Scuola di guerra e del Corpo d'armata di Torino (1935-1940).
Durante la seconda guerra mondiale comandò la Armata del Po, durante la campagna di Francia (1940) e la 9ª Armata in Albania (1940-1941) durante la campagna di Grecia.
Successivamente fu aiutante di campo di Vittorio Emanuele III di Savoia (1941-1942) e dal 16 novembre 1942 all'8 settembre 1943 nuovamente della 4ª Armata di occupazione in Francia, con la quale supervisionò l'armistizio.
Terminato il servizio nel 1945 con il grado di generale d'armata, morì a Sanremo l'11 luglio 1961, nella sua abitazione, a causa di un collasso cardiaco.